# Fuchsstatt
Fuchsstatt (auch Fuchsstadt) ist eine Wüstung auf der Gemarkung des unterfränkischen Marktortes Abtswind. Das Dorf wurde wohl im 15. Jahrhundert endgültig aufgegeben. Die Gründe hierfür sind unklar.

## Geografische Lage
Das ehemalige Dorf befindet sich etwa drei Kilometer von Abtswind entfernt. Es liegt in östlicher Richtung des Marktortes und grenzt weiter im Osten an den Geiselwinder Ortsteil Rehweiler. Die Kreisstraße KT 15 teilt die alte Gemarkung in zwei Teile. Das Dorf befand sich oberhalb der Steigerwaldschwelle und war hierdurch den klimatischen Bedingungen weit stärker ausgesetzt, als das benachbarte Abtswind. Eine Flur wird noch heute „Fuchsstatt“ genannt.

## Geschichte
Erstmals erwähnt wurde das Dorf am 2. Oktober 1281. Damals gab Graf Heinrich II. zu Castell seine Zustimmung an das Kloster Frauenroth ein Eigengut in ein Lehen umzuwandeln. Im Jahr 1298 besaß Friedrich II. zu Castell ein Eigengut in „villa Fustat“. Wiederum wurde das Dorf in einer Urkunde des Klosters Frauenroth erwähnt. Im Jahr 1325 erwarb Hermann von Thünfeld Zehntrechte „in villa Fuhstat“.
1326 wiederum wurde das Dorf in einem Kaufbrief über Felder bei „Apeteswinde et Fuhstat“ genannt, das Kloster Münsterschwarzach hatte zu diesem Zeitpunkt einige Güter im Dorf inne. Nochmals erwähnt wurde das Dorf dann im Jahr 1384. Wilhelm I. zu Castell vergab in diesem Jahr einige Höfe in Abtswind und seiner Umgebung. Darunter waren auch Güter in Fuchsstadt. Damals wurde das Dorf „Fuchstat das dörflein“ genannt.
Im Jahr 1399 wurde das Dorf allerdings bereits als „fuchstat die wustunge“ bezeichnet und lag wohl öd. 1402 und 1426 siedelten hier bereits wieder Menschen, sie bewohnten einen einzelnen Aussiedlerhof auf der Gemarkung. Im Jahr 1440 tauchte das Dorf als „Hof und Wüstung zu Fuchsstatt“ wieder auf. Das Dorf wurde schrittweise verlassen, zuerst gaben die kleineren Bauern auf, ehe letztlich auch der adelige Fronhof verlassen wurde.
1454 besaßen Bewohner von Langenberg, Geiselwind und Abtswind mehrere Äcker auf dem Gebiet der Wüstung. Im Jahr 1481 lag die Wüstung als Lehen im Besitz des Sigismund von Schwarzenberg. Die Felder waren an Einwohner von Abtswind und Langenberg vergeben worden. Am Ende des 18. Jahrhunderts sind einige Ruinen des Adelshofes noch vorhanden gewesen.
Nach 1806 übernahm das Herrschaftsgericht Burghaslach, Teil der alten Grafschaft Castell, die Jurisdiktion auf dem Gebiet der Wüstung. Die Verwaltung wurde vom königlich-bayerischen Amt Geiselwind geleistet. Im Jahr 1818 fiel die Flur von Fuchsstatt dann an das kleine Dorf Rehweiler, das als Nachfolger der Wüstung Weiler wiederbesiedelt worden war. In der Folgezeit wechselte die Flur der Wüstung allerdings häufiger die Zugehörigkeit. Heute ist sie Teil von Abtswind, das Gemeinde im Landkreis Kitzingen ist.